# Katar na Letnich Igrzyskach Paraolimpijskich 2012
Katar na Letnich Igrzyskach Paraolimpijskich 2012 w Londynie reprezentował 1 zawodnik w 1 konkurencji. 
Dla reprezentacji Kataru był to piąty start w igrzyskach paraolimpijskich (poprzednio w 1996, 2000, 2004 i 2008). Dotychczas żaden zawodnik nie zdobył paraolimpijskiego medalu.

## Kadra

### Lekkoatletyka
| Zawodnik                | Konkurencja           | Odległość | Wynik | Pozycja |
| ----------------------- | --------------------- | --------- | ----- | ------- |
| Abdulrahman Abdulrahman | pchnięcie kulą F34    | 10.86     | —     | 9       |
| Abdulrahman Abdulrahman | rzut dyskiem F32-34   | 40.15     | 960   | 6       |
| Abdulrahman Abdulrahman | rzut oszczepem F33-34 | 34.99     | —     | 7       |